# Rienzi (Missisipi)
Rienzi – miasto w Stanach Zjednoczonych, w stanie Missisipi, w hrabstwie Alcorn.